# Amt Lübben
Das Amt Lübben, ab etwa 1815 Rentamt Lübben, war bei seiner Gründung 1666 eine Verwaltungseinheit des Fürstentums Sachsen-Merseburg, nach dessen Heimfall des Kurfürstentums Sachsen, dann ab 1806 des Königreichs Sachsen und ab 1815 schließlich ein Amt im Regierungsbezirk Frankfurt der Provinz Brandenburg (Preußen). Sitz der Amtsverwaltung des Amtes Lübben und auch der Oberamtsregierung der Niederlausitz war Lübben (Spreewald) (Landkreis Dahme-Spreewald, Brandenburg). Die Einnahmen aus dem Amt Lübben dienten der Finanzierung der Amtsverwaltung in der damaligen Niederlausitz. Das Amt Lübben und das Amt Neu Zauche wurden schon Ende des 18. Jahrhunderts zusammen von einem Amtmann verwaltet. Um 1815 wurden beide Ämter Rentämter, d. h. die Vorwerke wurden verpachtet und der Amtmann oder Pächter zog nur noch die Renten und Erbpachte ein. Ab etwa 1845 ging das Rentamt Neu Zauche völlig im Rentamt Lübben auf. Das (Rent-)Amt Lübben wurde 1874 aufgelöst.

## Lage
Das ehemalige, nicht zusammen hängende Amtsgebiet liegt heute in den Kreisen Dahme-Spreewald und Oberspreewald-Lausitz. Ein geschlossenes Gebiet lag nördlich und westlich der Stadt Lübben. Hinzu kamen etliche Exklaven bei Calau.

## Geschichte
Das Amt Lübben entstand aus den Landvogteidörfern, d. h. den Dörfern, die dem Landvogt der Niederlausitz im ausgehenden Mittelalter zum eigenen Unterhalt und zur Finanzierung der Verwaltung der Landvogtei zugewiesen waren. 1656/57 wurde das Sekundogeniturfürstentum Sachsen-Merseburg durch Abspaltung vom Kurfürstentum Sachsen gebildet, zu dem auch die Niederlausitz zugeordnet wurde. Der erste Fürst Christian I. führte eine Verwaltungsreform in der Niederlausitz durch. 1666 wurde die Stelle des Landvogtes abgeschafft und die Landvogteidörfer wurden in ein Amt, das Amt Lübben umgewandelt. An Stelle des Landvogts trat die Oberamtsregierung und der Oberamtsregierungsrat. Auch in der weiteren Folge dienten die Einnahmen aus den Amtsdörfern zur Finanzierung der Amtsverwaltung der Niederlausitz. Das ehemalige, nicht zusammenhängende Amtsgebiet umfasste damals Gebiete, Rechte und Einnahmen im Krumspreeischen oder Lübbenischen, Luckauischen und Calauischen Kreis der Niederlausitz. 1738 fiel das Fürstentum Sachsen-Merseburg mit dem Tod des letzten Fürsten Heinrich an das Haupthaus, das Kurfürstentum Sachsen zurück. Um 1800 wurde die Verwaltung der Ämter Lübben und Neu Zauche zusammengelegt. Zunächst wurde dieses kombinierte Amt als Amt Lübben-Neu Zauche bezeichnet. Unter Napoleon wurde das Kurfürstentum Sachsen Königreich, das allerdings zu den Verlierern der Napoleonischen Kriege gehörte. 1815 musste es die Niederlausitz an das Königreich Preußen abtreten und das kombinierte Amt Lübben-Neu Zauche wurde nun als Rentamt Lübben-Neu Zauche bezeichnet. Ab etwa 1840/45 fiel der Zusatz Neu Zauche weg und das Amt hieß nur noch Rentamt Lübben. Das Amt Lübben wurde 1874 aufgelöst.
Das Amt Lübben umfasste 1791 das Schloss in Lübben, 5 Vorwerke, 15 Dörfer, 13 Mühlen, diverse Grundstücke, ein Forsthaus, 8 Wälder und Heiden sowie die Rechte an Spree und Berste. Kleinere Ergänzungen auch aus der Topographischen Übersicht von 1820. Gosda, Missen, Säritz und Werchow lagen im damaligen Calauischen Kreis der Niederlausitz und die Wietuschmühle im Luckauischen Kreis.
- Biebersdorf (1791, 1820: Dorf)
- Biebersdorfer Ziegelei (1820: Ziegelei, heute im Ortsteil Biebersdorf aufgegangen, Seeweg 12)
- Börnichen (1791, 1820: Forsthaus)
- Dürrenhofe (1791, 1820: Dorf)
- Gosda (1791, 1820: Dorf, Wassermühle)
- Gröditsch (1791, 1820: Dorf)
- Hartmannsdorf (1791, 1820: Dorf)
- Hartmannsdorfer Mühle (1791, 1820: Windmühle, lag 1846 südwestlich des Ortskerns, auf der anderen Straßenseite von Am Wiesengrund 9, später verlegt)
- Krugau (1791, 1820: Dorf, 1867: mit Windmühle)
- Kuschkow (1791, 1820: Dorf)
- Klein Lubolz (1791, 1820: Dorf)
- Klein Lubolz (1791: Vorwerk, den dortigen Amtsuntertanen in Erbpacht überlassen)
- Klein Lubolzer Windmühle (1791)
- Lichtena (1791: Lichtenaer Wassermühle, musste Erbzins geben, gehörte aber unter die Gerichtsbarkeit des Rentamtes Dobrilugk)
- Lübben (1791, 1820: Schloss, Amtssitz)
- Lübben (1791: Vorwerk, war Steinkirchener Amtsuntertanen in Erbpacht überlassen)
- Lübben (1791: zwei Wassermühlen, eine Wassermahl- und Schneidemühle, eine Wassermahlmühle)
- Lübben (1791: Walkmühle)
- Marienberg (1791: Forsthaus)
- Marienberg Vorwerk und Schäferei, sind Amtsuntertanen in Erbpacht gegeben
- Missen (Ortsteil der Stadt Vetschau)
- Rüdingsdorf (1820: Dorf) (gehörte 1791 zum Amt Schlieben des Kurkreises)
- Rüdingsdorfer Mühle (1820: eine Windmühle, gehörte 1791 zum Amt Schlieben des Kurkreises)
- Schlepzig (1791, 1820: Dorf)
- Schlepzig (1791: Vorwerk mit Schäferei, sind Amtsuntertanen in Erbpacht gegeben)
- Schlepziger Mühlen (Korn-, Öl- und Schneidemühle, 1771 errichtet, drei Wassermühlen (1791: zwei Wassermühlen! eine Wassermahl- und Schneidemühle, eine Weißgerber Walkmühle))
- Säritz (Gemeindeteil von Kemmen, Ortsteil der Stadt Calau)
- Steinkirchen (1791, 1820: Dorf, die zwei Vorwerke sind den Steinkirchener Untertanen in Erbpacht überlassen, zwei adlige Freihöfe gehörten unter die Jurisdiktion des Amtes, hatten aber keine Abgaben ans Amt zu leisten)
- Steinkirchener Weinbergshaus (1820)
- Steinkirchener Ziegeleien (1820: zwei Ziegeleien)
- Steinkirchener Windmühle (1820)
- Treppendorf (1791, 1820: nur eine Hälfte gehörte zum Amt, die andere Hälfte gehörte seit 1479 dem Hospital in Lübben)
- Weißagk bei Vetschau (heute Märkischheide) (1791, 1820: Windmühle, Dorf)
- Werchow (Ortsteil der Stadt Calau), mit Vollsacksmühle (Wohnplatz) und Wormslags Mühle (Cabeler Straße 1?), 1791: auch noch Baals-Mühle, insgesamt drei Wassermühlen
- Wietuschmühle (1791: eine Wassermühle im Dorf Gehren, 1820: nicht genannt)

## Das kombinierte Amt Lübben (inkl. Amt Neu Zauche) ab 1840
Nach der Topographisch-statistischen Uebersicht des Regierungs-Bezirks Frankfurt a. d. O. von 1844 (gibt den Stand von 1840 an):.
- Alt Zauche (1844: Dorf mit einer Wassermühle und einer Windmühle)
- Biebersdorf (1844: Dorf mit einer Ziegelei)
- Börnichen (1844: Oberförsterei)
- Briesen (= Briesensee) (1844: Dorf)
- Burglehn (1844: Etablissement zu Steinkirchen)
- Burglehn (1844: Vorwerk zu Alt Zauche)
- Caminchen (1844: Dorf mit einem Teerofen)
- Dürrenhofe (1844: Dorf)
- Frankendorf (1844: Dorf, der Ort gehörte 1820 zum Rentamt Dobrilugk)
- Freesdorf (1844: Dorf, der Ort gehörte 1820 zum Rentamt Dobrilugk)
- Gosda (1844: Dorf mit einer Wassermühle)
- Goyatz (1844: Dorf)
- Gröditsch (1844: Dorf)
- Hartmannsdorf (1844: Dorf mit einer Windmühle)
- Heideschäferei (1844: Schäferei bei Schlepzig)
- Kaden (1844: Dorf mit zwei Windmühlen, der Ort gehörte 1820 zum Amt Krausnick der Herrschaft Königs Wusterhausen).
- Kanowmühle (1844: Kannow-Mühle, Wassermühle und zwei Windmühlen)
- Klein Lubolz (1844: Dorf)
- Krugau (1844: Dorf)
- Kuschkow (1844: Dorf)
- Lübben, Schloss und Vorwerk
- Marienberg (1844: Forsthaus zu Schlepzig)
- Marienberg (1844: Vorwerk zu Schlepzig)
- Missen (1844: Dorf)
- Neu Zauche (1844: Dorf mit einer Försterei, einem Winzerhaus und einer Schäferei)
- Radensdorf (1844: Dorf)
- Rüdingsdorf (1820: Dorf) (gehörte 1791 zum Amt Schlieben des Kurkreises)
- Rüdingsdorfer Mühle (1820: eine Windmühle)
- Sacrow (1844: Dorf)
- Säritz (1844: Dorf)
- Schlepzig (1844: Dorf mit Erbpachtvorwerk, drei Wassermühlen, ein Forsthaus)
- Steinkirchen (1844: Dorf mit einer Ziegelei, es gab außerdem ein Rittergut mit einer Ziegelei)
- Steinkirchener Weinbergshaus (1844: einzelnes Winzerhaus)
- Treppendorf (1844: Dorf, anteilig, anderer Teil zur Stadt Lübben)
- Waldow (1844: Dorf mit einer Wassermühle)
- Weißagk bei Vetschau (= Märkischheide)
- Werchow (1844: Dorf mit einem Lehnvorwerk)
- Wietuschmühle (1844: Wassermühle zu Gehren)
- Wußwerg (1844: Dorf)

Von 1688 bis 1712 wurden Gosda, Missen und Werchow vom Amt Vetschau verwaltet.
1840 soll auch Plattkow zum Amt Lübben gehört haben. 1820 gehörte Plattkow zum Amt Kossenblatt, 1864 gehörte das Dorf zum Hausfideikommißamt Trebatsch. Das Vorwerk war 1752 an NN Lehniger zu Erbpacht verkauft worden, 1852 aber zurückgekauft worden. Davon war aber das Obereigentum über Dorf und Vorwerk nicht betroffen. Daher muss diese Eintragung als Fehler gewertet werden (vgl. auch Lehmann im Historischen Ortslexikon). Mit der Kreisreform von 1872/74 wurde das Amt Lübben aufgelöst.

## Amtleute und Pächter
- 1694 Amtmann Lauterbach[7]
- 1699 Lunitz, Amtmann[8]
- 1718/19 Johann Christoph Bergau, Amtmann[9]
- 1722/3 Johann Christoph Bergau, Amtmann[10]
- ab 1727 Johann Christian Michaelis, Amtmann[11]
- 1755 Ernst Friedlieb Kellerhausen[12]
- 1818 vacat[13]
- 1821 Lessing, Rent-Beamter und Amtsrat[14]
- 1824 Lessing, Rent-Beamter und Amtsrat[15]
- 1832 bis 1834 Köthe[16][17]
- 1835 vacat[18]
- 1836 Wentzel[19]
- 1846 Wentzel[20]
- 1848 Ahlemann[21]
- 1852 Ahlemann[22]
- 1854 bis 1868 Ultsch (ad int.)[23][24]